# Diego Castrillo
Diego Andrés Castrillo Torres (Los Cerrillos, 24 giugno 2003) è un calciatore uruguaiano, attaccante del Tacuarembó in prestito dal River Plate (M).

## Carriera
Castrillo è cresciuto nei settori giovanili di Cerrito e Defensor Sporting. Il 5 gennaio 2024 è stato acquistato a titolo definitivo dal River Plate (M) ed il 6 aprile ha giocato il suo primo incontro ufficiale contro i Montevideo Wanderers in Primera División.

## Statistiche

### Presenze e reti nei club
Statistiche aggiornate al 29 aprile 2024.
| Stagione        | Squadra         | Campionato      | Campionato | Campionato | Coppe nazionali | Coppe nazionali | Coppe nazionali | Coppe continentali | Coppe continentali | Coppe continentali | Altre coppe | Altre coppe | Altre coppe | Totale | Totale | Totale |
| Stagione        | Squadra         | Comp            | Pres       | Reti       | Comp            | Pres            | Reti            | Comp               | Pres               | Reti               | Comp        | Pres        | Reti        | Pres   | Reti   |        |
| --------------- | --------------- | --------------- | ---------- | ---------- | --------------- | --------------- | --------------- | ------------------ | ------------------ | ------------------ | ----------- | ----------- | ----------- | ------ | ------ | ------ |
| 2024            | River Plate (M) | PD              | 4          | 0          | CU              | 0               | 0               |                    | -                  | -                  |             | -           | -           | 4      | 0      |        |
| Totale carriera | Totale carriera | Totale carriera | 4          | 0          |                 | 0               | 0               |                    | -                  | -                  |             | -           | -           | 4      | 0      |        |